# Vera Miles
Vera Miles, född Vera June Ralston 23 augusti 1930 i Boise City, Oklahoma, är en amerikansk skådespelare.
Miles föddes i Oklahoma som dotter till Thomas och Burnice Ralston (född Wyrick). Vera Miles blev "Miss Kansas" 1948, vilket skapade en väg för henne in i filmbranschen. Efter några mindre roller i några mindre filmer fick hon en stor roll i John Fords Oscarsbelönade western-film Förföljaren (1956). Detta gav hennes karriär en stor skjuts och ett år senare spelade hon Henry Fondas fru i Fel man (1957) av Alfred Hitchcock.
På grund av sin graviditet förlorade Miles huvudrollen i Studie i brott, men hon fick rollen som Janet Leighs syster i Psycho. Hon fick senare roller på TV och i en rad Disneyfilmer.

## Filmografi i urval
- 1955 – Vilda nätter i Wichita
- 1956 – 23 steg till Baker Street
- 1956 – När skymningen faller
- 1956 – Förföljaren
- 1957 – Fel man
- 1959 – Den blinda gudinnan
- 1960 – Fem brännmärkta kvinnor
- 1960 – Psycho
- 1962 – Mannen som sköt Liberty Valance
- 1964 – The Hanged Man
- 1965 – De vilda och de fria
- 1973 – En liten indian
- 1977 – Det flammande helvetet
- 1983 – Lilla huset på prärien (TV-serie)
- 1983 – Psycho II
- 1983 – Dödens märke